# Hans Rosling
Hans Rosling (Uppsala, 27 luglio 1948 – Uppsala, 7 febbraio 2017) è stato un medico e statistico svedese.
Instancabile conferenziere di grande capacità comunicativa, oltre a diversi Ted Talks, ha tenuto presentazioni coi suoi grafici animati a consigli di amministrazione di multinazionali, banche, fondi speculativi, al Dipartimento di Stato Americano, al World Economic Forum di Davos.

## Biografia
Dal 1967 al 1974 Rosling studia medicina e statistica all'Università di Uppsala . Viaggia in India e nel sud-est asiatico. Dal 1972 si specializza nel campo della sanità pubblica. Ha conseguito il dottorato nel 1976 e tra il 1979 e la fine del 1981 ha lavorato come medico nel distretto di Nacala, nel Mozambico settentrionale (voleva mantenere una promessa fatta alcuni anni prima a Eduardo Mondlane, fondatore del Fronte di liberazione mozambicano che di fronte alla grande povertà della sua nazione e ad un basso livello di istruzione aveva chiesto a Rosling di aiutarlo, poco prima di essere assassinato).
Nell'agosto del 1981 Rosling iniziò a investigare uno scoppio di epidemia di konzo, una malattia paralizzante descritta per la prima volta nella Repubblica Democratica del Congo. La sua indagine gli ha fruttato il titolo di Ph.D. presso l'Università di Uppsala nel 1986. Insieme a suo figlio, Ola Rosling, ha creato il software Gapminder (ora Trendalyzer, dopo l'acquisizione da parte di Google) e ha fondato la Gapminder Foundation.
Ha tenuto numerose conferenze (presso l'Università di Uppsala) sull'assistenza sanitaria nei paesi a basso reddito; è stato consulente sanitario dell'Organizzazione Mondiale della Sanità (OMS) e dell'Unicef e nel 1993 è stato uno dei fondatori della ONG Medici senza frontiere in Svezia, membro di International Physicians for the Prevention of Nuclear War. Dal 2001 al 2007 è stato Capo del Dipartimento di Salute Internazionale (IHCAR) presso l'Istituto Karolinska . In qualità di presidente del Karolinska International Training and Research Committee (1998-2004), avvia programmi di ricerca in collaborazione con università in Africa, Asia ma anche nel Vicino Oriente e in America Latina. Ha fondato nuovi curricula sul tema della salute globale ed è coautore di un manuale sulla salute globale che promuove una visione olistica basata su fatti concreti.
Nel 2014 fu impegnato con l'epidemia di ebola in Liberia.

## Factfulness
(Hans Rosling)
Il libro rappresenta il testamento ideologico che Rosling ha curato fino agli ultimi giorni di vita assieme al figlio Ola e la nuora Anna. Attraverso aneddoti della sua vita, vi è condensata la lunga esperienza divulgativa tesa a rivelare come i preconcetti umani portino a distorcere la realtà dei fatti, paragonando con sagace ironia migliori risposte casuali supposte da scimpanzé ai risultati scadenti delle persone, anche esperte, nei test da lui proposti . Propone di analizzare i dati attraverso quattro fasce di reddito che risultano significative dei modi di vita globali: livello1 da 1$ a 2$, livello 2 da 2$ a 8$, livello 3 da 8$ a 32$, livello 4 da 32$ in su; questa sua vecchia proposta del 1999 fu poi seguita anche dalla Banca Mondiale nel 2016, che ora usa quattro gruppi di reddito eliminando le etichette “in via di sviluppo” e “sviluppati”.
Alla fine del libro cita cinque rischi globali di cui dovremmo preoccuparci, uno di questi è "La pandemia globale": < I veri esperti di malattie infettive concordano che un nuovo resistente tipo di influenza è ancora la minaccia più sinistra per la salute globale.>.

## Premi e riconoscimenti

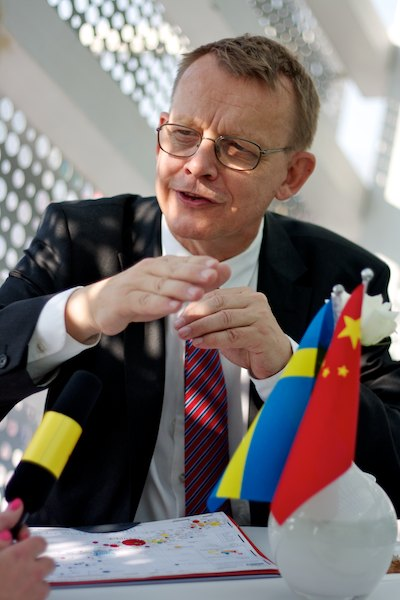
Hans Rosling al padiglione svedese dell'Expo 2010 a Shanghai

- 2007 – Premio come statistico dell'anno dall'associazione svedese per la statistica.
- 2007 – Premio del giubileo dalla Swedish Medical Society.
- 2009 – Inserito nella Top 100 Global Thinkers della rivista Foreign Policy
- 2011 – Inserito nella top 100 degli imprenditori più innovativi (The Most Creative People In Business 2011) della rivista Fast Company
- 2012 – Inserito nella top 100 delle persone più influenti (The World's 100 Most Influential People: 2012) della rivista Time

## Selezione di pubblicazioni
- (EN) A. Thorson, A. Ragnarsson, H. Rosling e A. Ekström, Male circumcision reduces HIV transmission. The risk of transmission from woman to man is halved, in Lakartidningen, vol. 107, n. 46, 2010,  pp. 2881-2883, PMID 21197783.
- (EN) S. Hanson, A. Thorson, H. Rosling, C. Örtendahl, C. Hanson, J. Killewo e A. M. Ekström, Estimating the Capacity for ART Provision in Tanzania with the Use of Data on Staff Productivity and Patient Losses, in Don Husereau (a cura di), PLoS ONE, vol. 4, n. 4, 2009,  pp. e5294, DOI:10.1371/rivista.pone.0005294, PMC 2667213, PMID 19381270.
- (EN) J. Von Schreeb, L. Riddez, H. Samnegård e H. Rosling, Foreign field hospitals in the recent sudden-onset disasters in Iran, Haiti, Indonesia, and Pakistan, in Prehospital and disaster medicine : the official rivista of the National Association of EMS Physicians and the World Association for Emergency and Disaster Medicine in association with the Acute Care Foundation, vol. 23, n. 2, 2008,  pp. 144–151; discussion 151–3, PMID 18557294.
- (EN) C. O. Schell, M. Reilly, H. Rosling, S. Peterson e A. M. Ekström, Socioeconomic determinants of infant mortality: A worldwide study of 152 low-, middle-, and high-income countries, in Scandinavian Rivista of Public Health, vol. 35, n. 3, 2007,  pp. 288-297, DOI:10.1080/14034940600979171, PMID 17530551.
- (EN) J. Von Schreeb, H. Rosling e R. Garfield, Mortality in Iraq, in The Lancet, vol. 369, n. 9556, 2007,  p. 101, DOI:10.1016/S0140-6736(07)60058-0, PMID 17223462.
- (EN) H. Elrayah, M. Eltom, A. Bedri, A. Belal, H. Rosling e C. Ostenson, Economic burden on families of childhood type 1 diabetes in urban Sudan, in Diabetes Research and Clinical Practice, vol. 70, n. 2, 2005,  pp. 159-165, DOI:10.1016/j.diabres.2005.03.034, PMID 15919129.
- (EN) H. T. T. Thanh, G. X. Jiang, T. N. Van, D. P. T. Minh, H. Rosling e D. Wasserman, Attempted suicide in Hanoi, Vietnam, in Social Psychiatry and Psychiatric Epidemiology, vol. 40, n. 1, 2005,  pp. 64-71, DOI:10.1007/s00127-005-0849-6, PMID 15624077.
- (EN) H. Rosling, New map of world health is needed. North and South is changed to healthy and ill and West to rich and poor, in Lakartidningen, vol. 101, n. 3, 2004,  pp. 198-201, PMID 14763091.
- (EN) H. Rosling, O. Rosling e A. Rosling Rönndlund, Factfulness: Ten Reasons We're Wrong About the World--and Why Things Are Better Than You Think, Flatiron Books, 2018,  p. 288, ISBN 978-1-250-12381-7.
  - Edizione in lingua italiana:
 Hans Rosling, Ola Rosling e Anna Rosling Rönndlund, Factfulness - Dieci ragioni per cui non capiamo il mondo. E perché le cose vanno meglio di come pensiamo, traduzione di Roberta Zuppet, Milano, Rizzoli, 2018,  p. 364, ISBN 978-88-17-09963-9.